# Aptychella scalaris
Aptychella scalaris là một loài Rêu trong họ Sematophyllaceae. Loài này được (Müll. Hal.) M. Fleisch. mô tả khoa học đầu tiên năm 1923.